# Gabriela Vrablíková
Gabriela Vrablíková (* 1990) je česká sportovní lezkyně a vicemistryně ČR v lezení na obtížnost, z horolezeckého oddílu HO Železný Brod. V roce 2018 přelezla jako první lezkyně pískovcovou cestu THC klasifikace XIb (8b+/10), v roce 2019 jako první česká lezkyně cestu obtížnosti 9a (11).

## Výkony a ocenění
- 2018: THC, XIb/8b+/10, Labské údolí — Levý břeh, první ženský přelez této obtížnosti na písku, čestné uznání Výstupy roku 2018[2]
- 2019: Sever the Wicked Hand, 9a/11, Frankenjura, Německo, první český ženský přelez obtížnosti 9a

### Závodní výsledky
| Mistrovství světa | Mistrovství světa |
| Rok               | 2016              |
| ----------------- | ----------------- |
| Obtížnost         | 55                |

| Mistrovství Evropy | Mistrovství Evropy |
| Rok                | 2015               |
| ------------------ | ------------------ |
| Obtížnost          | 39                 |

| Mistrovství ČR | Mistrovství ČR | Mistrovství ČR | Mistrovství ČR | Mistrovství ČR | Mistrovství ČR |
| Rok            | 2008           | 2010           | 2011           | 2015           | 2016           |
| -------------- | -------------- | -------------- | -------------- | -------------- | -------------- |
| Obtížnost      | 9              | 3              | 7              | 2              | 4              |
| Bouldering     | —              | —              | —              | 11             | —              |

| Český pohár         | Český pohár | Český pohár | Český pohár | Český pohár | Český pohár | Český pohár | Český pohár  | Český pohár |
| Rok                 | 2008        | 2010        | 2011        | 2012        | 2013        | 2014        | 2015         | 2016        |
| ------------------- | ----------- | ----------- | ----------- | ----------- | ----------- | ----------- | ------------ | ----------- |
| Obtížnost           | 11          | 4           | 6           | —           | 6           | 11          | 2            | 2           |
| jednotlivě* (1/5/2) | 8,-,10      | ,5,11       | ,7,-,-      | —           | -,6,5,6     | -,-,-,7     | ,,4          | 4,,         |
|                     |             |             |             |             |             |             |              |             |
| Bouldering          | —           | —           | —           | 17          | —           | —           | 34           | 17          |
| jednotlivě* (0/1/0) | —           | —           | —           | 5,-,-,-     | —           | —           | 11,-,-,-,-,- | -,-,-,-,-,  |

* poznámka: nalevo jsou poslední závody v roce

### Skalní lezení
- 2018: THC, XIb, Labské údolí